# Араукарьяс
Араукарьяс — биосферный резерват Чили. Расположен на юге Анд, включает национальный парк Конгильио — Лос-Парагуас в ядре и лесной резерват Альто Био-био в буферной зоне. С 1983 года входит во всемирную сеть биосферных резерватов.

## Физико-географическая характеристика

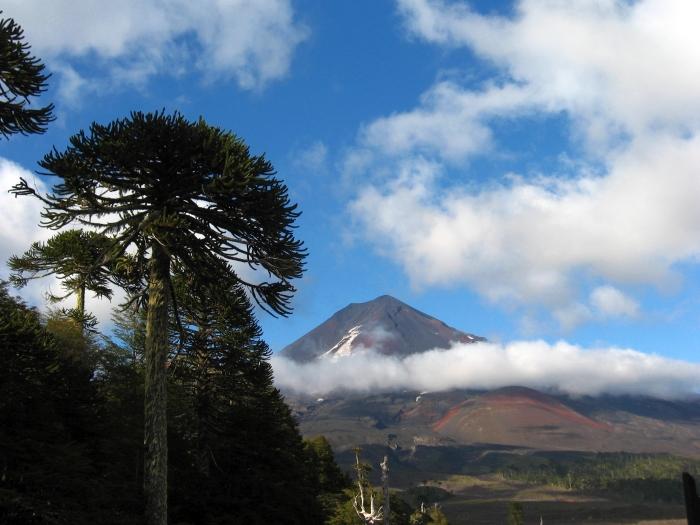
Вулкан Льяйма на территории резервата после извержения 2008 года

Биосферный резерват находится в области Араукания на территории провинций Мальеко и Каутин, к югу от центра страны. Он расположен в южной части вулканических Анд. Площадь резервата составляет 93 833 га, из которых 60 833 га приходится на национальный парк Конгильио, который составляет ядро резервата, и 33 050 га на лесной резерват Альто Био-Био, который находится в буферной зоне.
Для местности характерны большие летние перепады температур. Уровень осадков колеблется от двух до трёх тысяч мм в год, сезон дождей длится более восьми месяцев. Обильные зимние снегопады могут достигать 2 м. Для района Альто Био-био, в основном степного, характерен anicy климат.
Высота над уровнем моря составляет от 800 до 3 124 метров.

## Флора и фауна
Для ядра резервата характерны леса араукарии (Araucaria araucana), а также смешанные леса с карликовым нотофагусом (Nothofagus pumilio), коиуэ (Nothofagus dombeyi), Ньире (Nothofagus Antartica). Также распространены (Prumnopitys andina) и австроцедрус (Austrocedrus chilensis). В степях Альто Био-био произрастают также бамбуковые, которые не встречается нигде более в Чили.
По данным 2008 года на территории резервата обитали такие виды птиц как чилийский голубь (Patagioenas araucana), длинноклювый изумрудный попугай (Enicognathus leptorhynchus), черногорлый хьют-хьют (Pteroptochos tarnii), зарянковый тапаколо (Scelorchilus rubecula), краснобокий тапаколо (Eugralla paradoxa). Ведутся работы по сохранению (Carpintero grande). Основными млекопитающими на территории резервата являются пуду южный (Pudu pudu) и гуанако (Lama guanicoe), также встречается очень редкий (Dromiciops australis).

## Взаимодействие с человеком
На территории парка расположено несколько пешеходных маршрутов и информационных центров, проводятся экскурсии. Также разрешено катание на лыжах и плавание. Около 25 тысяч местных и 1700 международных туристов посещают ядро резервата ежегодно. По данным 1980 года постоянно на территории резервата проживало 20 семей.
Большое этноботаническое значение для региона имеет араукария, семена которой употребляют в пищу люди пеуенче. Леса араукарии являются природным памятником в Чили. Растение также носят названия Monkey Puzzle, или чилийская сосна.
Среди исследований, проводимых в рамках работы резервата, определение химических параметров реки Био-био и исследования вулканической активности.